# Burgk (Adelsgeschlecht)

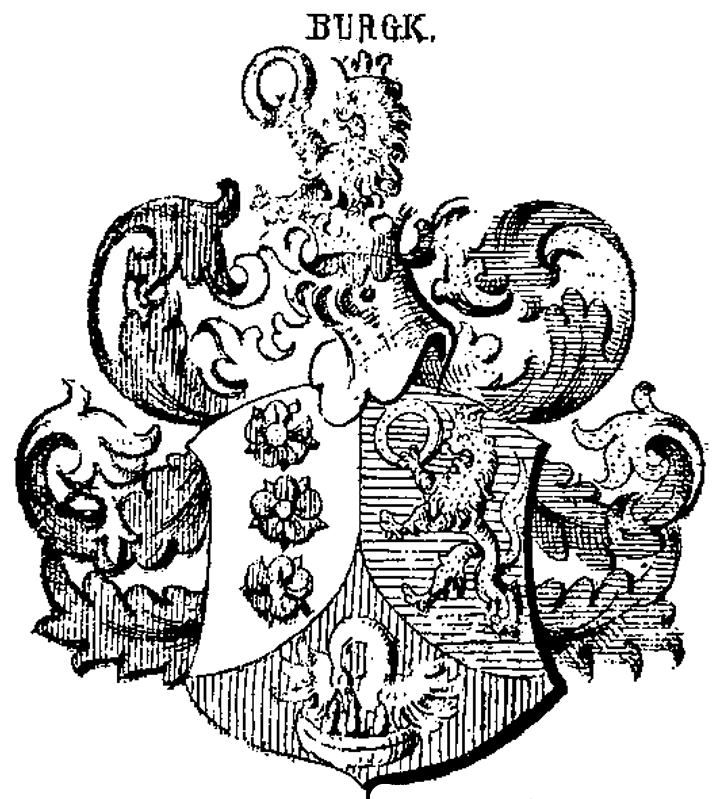
Wappen der Dathe von Burgk in Siebmachers Wappenbuch

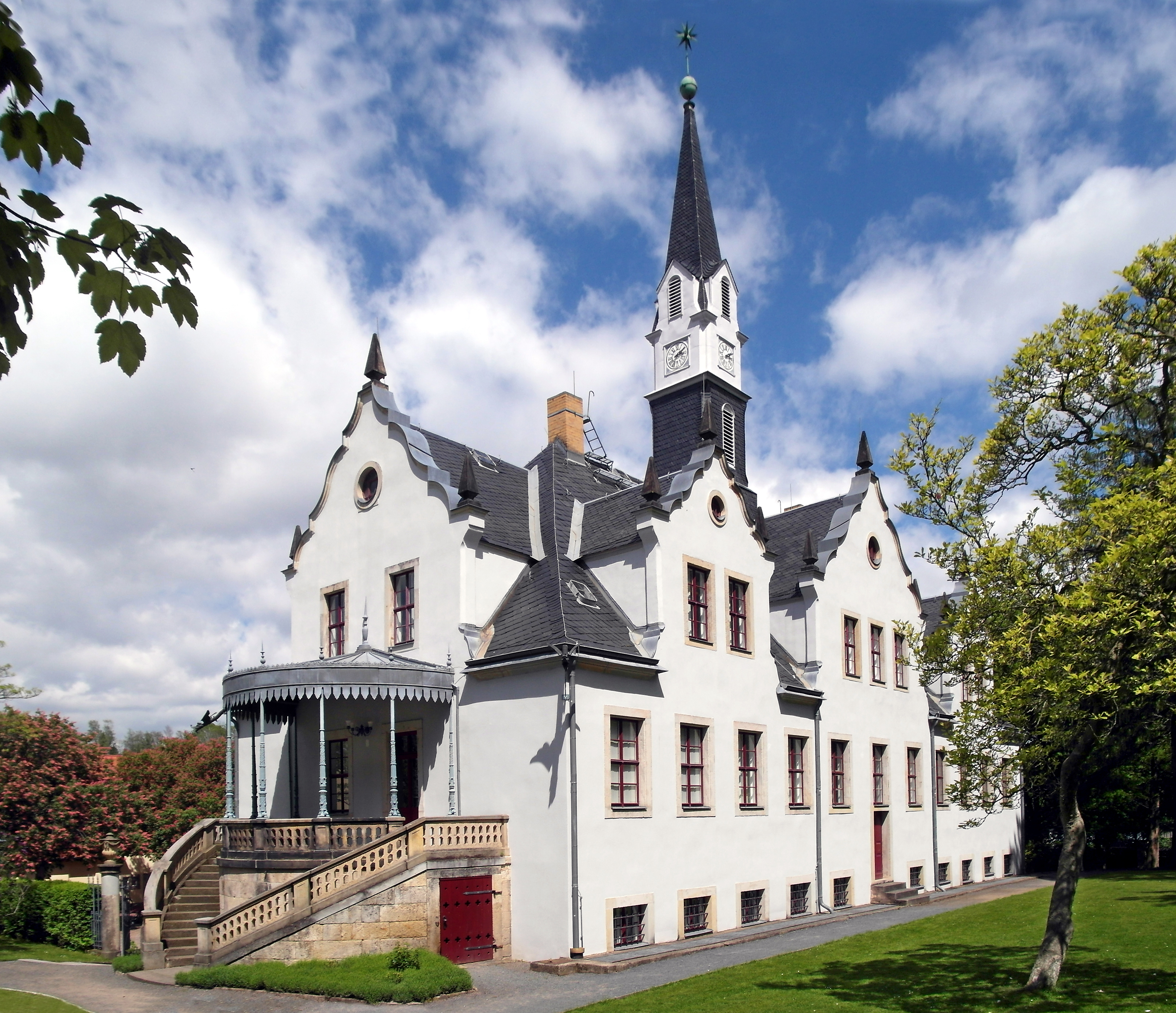
Schloss Burgk – Stammsitz der Familie

Burgk bzw. Dathe von Burgk ist der Name eines sächsischen Briefadelsgeschlechts.

## Geschichte
Die Familie ist benannt nach Schloss Burgk bei Freital. Carl Friedrich August Krebß wurde am 2. März 1822 in Dresden vom König von Sachsen in den Freiherrenstand des Königreichs Sachsen erhoben und fortan nach dem Familiennamen seiner Erbtante Dathe und dem von dieser ererbten Schloss Burgk Dathe von Burgk genannt.

## Wappen
Blasonierung: Durch Spitzenschnitt in drei Felder geteilt; oben rechts in Silber drei pfahlweise gestellte rote Rosen; oben links in Blau ein goldener gekrönter Löwe mit goldenem Ring in der Vorderpranke; unten in Rot ein silberner Pelikan mit Jungen im Nest. Auf dem gekrönten Helm mit rechts rot-silbernen und links blau-goldenen Helmdecken der Löwe mit Ring wachsend.

## Persönlichkeiten
- Carl Friedrich August Dathe von Burgk (geb. Carl Friedrich August Krebß; 1791–1872), deutscher Montanunternehmer und Politiker
- Arthur Dathe von Burgk (1823–1897), deutscher Montanunternehmer und Politiker
- Maximilian Dathe von Burgk (1853–1931), deutscher Montanunternehmer und Politiker